# 科拉莉·拉苏尔斯
科拉莉·拉苏尔斯（法語：Coralie Lassource，法語發音：[kɔʁali lasuʁs]；1992年9月1日—），法国女子手球运动员，10岁时开始练习手球。她曾代表法国参加2020年夏季奥林匹克运动会手球比赛，获得一枚金牌。